# 維吉尼亞州第一營
維吉尼亞州第一營(The First Virginia Battalion)是美國內戰期間的一個邦聯兵團，成立於1861年5月，合計只有5個連(company)。

## 成員
第一營是邦聯的唯一一個由非自願人士參加的營，所以即使內戰平息，第一營仍舊需要為國家服役。
第一營的多數成員都是來自愛爾蘭的移民，因此又被稱為“愛爾蘭營”。

## 戰場生涯
維吉尼亞州第一營跟隨著名的石牆傑克森，於雪倫多亞谷會戰中的數場戰役如麥克道威之役，共和港之役等與聯邦軍隊對決，又參與了一些前哨戰。
後於七日會戰中與李將軍的部隊聯手對抗從維吉尼亞半島登陸的另一支北軍，然後趕到細德山(Cedar Mountain)死守峽谷。
在1862年的第二次馬納沙斯之役中，第一營的士兵射光了所有子彈後既不退縮，亦不投降，把石頭擲向迎面而來的北軍。從此，第一營聲名大噪，深得石牆傑克森和李將軍的相任。
1865年4月9日，第一營的殘餘士兵和李將軍一起投降。